# Barry E. Carter
Barry Edward Carter (* 14. Oktober 1942 in Los Angeles, Kalifornien; † 15. Januar 2014 in Washington, D.C.) war ein amerikanischer Jurist und Professor an der Georgetown University.

## Familie
Carter wurde als Sohn des Verkäufers Byron Edward Carter und dessen Frau Esther geboren. Er hatte einen Bruder. Carter war zweimal verheiratet. Die zweite Ehe ging er am 17. Mai 1987 mit der Anwältin Kathleen Anne Ambrose, Tochter von Myles J. Ambrose ein. Cater war Vater eines Sohnes und einer Tochter.

## Beruflicher Werdegang
Seine Ausbildung erhielt er zunächst an der Stanford University, wo ihm der Bachelor of Arts verliehen wurde. Hieran schloss sich ein Studium an der Princeton University an, das er mit einem Abschluss mit Schwerpunkt in Volkswirtschaftslehre beendet. Danach promovierte er an der Yale University im Fach Rechtswissenschaften. In dieser Zeit gehörte er dem Redaktionsteam der Yale Law Review an. Nach seinem Wehrdienst bei der United States Army, aus dem er im Range eines Oberstleutnants ausschied, war er zunächst als Rechtsanwalt in Kalifornien und Washington tätig. Später trat er in den öffentlichen Dienst ein und arbeitete zunächst im Pentagon. Danach wechselte er zum United States National Security Council und arbeitete dort unter Henry Kissinger. 1979 erhielt er einen Ruf als Professor an die Georgetown University in Washington, D.C. Dort hielt er unter anderem Vorlesungen im Bereich des Völkerrechts und übernahm die Leitung des Georgetown Law Center on Transnational Business and Law. 1993 kehrte er in den öffentlichen Dienst zurück und war in der Regierung Clinton als Unterstaatssekretär für die Umsetzung von Gesetzen im Bereich des Handelsrechts zuständig. Zudem beriet er den damaligen Verteidigungsminister William Perry in Fragen der Nichtverbreitung von Kernwaffen. 1996 kehrte er an die Georgetown University zurück. Neben seiner universitären Tätigkeit gehörte er dem Vorstand verschiedener Unternehmen an.

## Mitgliedschaften
Während seines Studiums in Stanford wurde Carter Mitglied der Studentenverbindung Phi Beta Kappa. Von 1992 bis 1993 stand er der Amerikanischen Gesellschaft für Internationales Recht vor. Zudem beriet er mehrere juristische Fachzeitschriften. Zudem gehörte er der American Bar Association an und war Vizepräsident der Arms Control Association.

## Publikationen (Auswahl)
- Bringing more order and rationality to U.S. unilateral economic sanctions. In: Carol J. Holgren (Hrsg.): Private investments abroad - problems and solutions in international business in 1998. Bender, New York 1999, S. 13.1–13.6.
- Terrorism supported by rogue states: some foreign policy questions created by involving U.S. Courts. In: New England Law Review. Vol 36, Nr. 4, 2002, ISSN 0028-4823, S. 933–941.
- International Law. Kluwer Law & Business, 6. Auflage New York 2011, ISBN 978-0-7355-9810-2.